# Snjatyn
Snjatyn (ukrainisch Снятин; russisch Снятын, polnisch Śniatyn) ist eine Stadt am linken Ufer des Pruths im Westen der Ukraine mit etwa 10.000 Einwohnern (2019). Bis Juli 2020 war die Stadt der Hauptort des gleichnamigen Rajons Snjatyn.

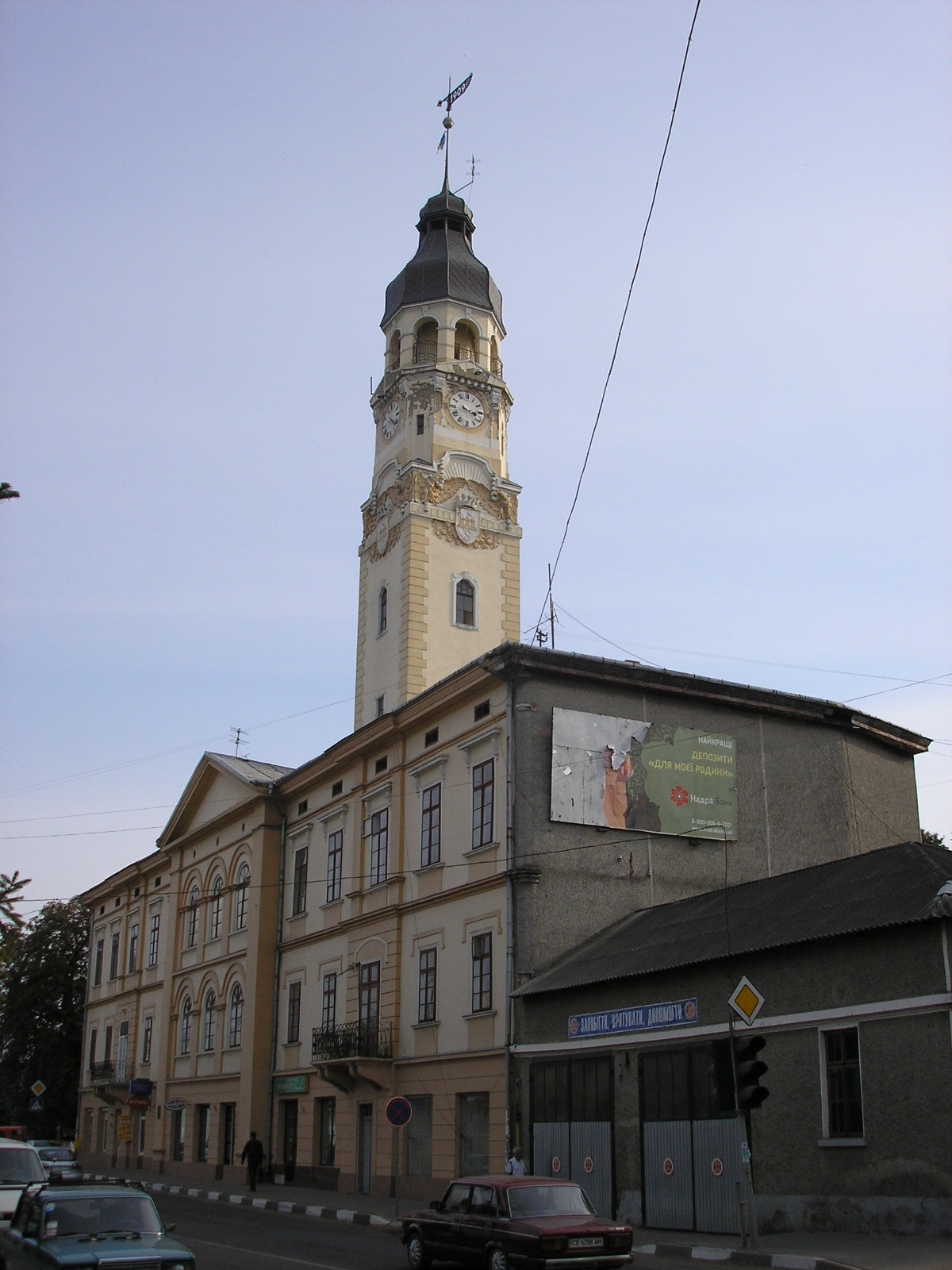
Rathaus

Die Stadt liegt im Osten der Oblast Iwano-Frankiwsk, etwa 81 Kilometer südöstlich von Iwano-Frankiwsk. In Snjatyn trifft die Regionalstraße P–20 auf die Fernstraße N 10.

## Geschichte
Der Ort wurde 1158 zum ersten Mal schriftlich erwähnt. 1448 erhielt er als Teil der Woiwodschaft Ruthenien der Adelsrepublik Polen-Litauen das Magdeburger Stadtrecht offiziell verliehen. Die Stadt gilt deshalb als eine der ältesten Städte der historischen Region Pokutiens. Die Stadt gehörte nach der Ersten Teilung Polens von 1772 bis 1918 zum österreichischen Galizien und war von 1854 bis 1918 Sitz der Bezirkshauptmannschaft Śniatyn, zusammen mit dem 1867 errichteten Bezirksgericht bestanden sie bis 1918.
1866 wurde südlich der Stadt eine Station der Lemberg-Czernowitz-Jassy-Eisenbahn eröffnet, diese begünstigte die wirtschaftliche Entwicklung. Nach dem Ende des Ersten Weltkrieges kam Śniatyn zu Polen, lag hier ab 1921 in der Woiwodschaft Stanislau und war im Zweiten Weltkrieg 1939 erst sowjetisch und von 1941 bis 1944 deutsch besetzt. Während des Krieges wurde die jüdische Einwohnerschaft der Stadt in einem Ghetto eingesperrt. Dieses wurde 1942 niedergebrannt und die verbliebenen Juden abtransportiert und ermordet.
1945 kam die Stadt wiederum zur Sowjetunion, dort wurde sie Teil der Ukrainischen SSR und ist seit dem Zerfall der Sowjetunion 1991 ein Teil der Ukraine.
Zum Stadtgebiet zählt auch das frühe deutschsprachige Dorf Augustdorf (polnisch Augustów), welches nordöstlich der Innenstadt nahe der Grenze zur Bukowina liegt. Der Ort wurde 1836 von protestantischen Familien aus Josefsberg und Landestreu begründet und nach dem damaligen Bürgermeister von Snjatyn benannt. Sie gründeten 1837 (konstituiert 1871) eine Filialgemeinde der helvetischen Pfarrgemeinde Kolomea in der Evangelischen Superintendentur A. B. Galizien. Im Jahr 1868 wurde eine Kirche erbaut. 1944 wurde die deutschsprachige Bevölkerung evakuiert und das Dorf nach dem Ende des Zweiten Weltkrieges zu Snjatyn eingemeindet.
Ein weiteres eingemeindetes Dorf ist Mykulynzi (Микулинці), dieses wurde am 14. Juli 1975 zur Stadt eingemeindet.

## Verwaltungsgliederung
Am 12. Juni 2020 wurde die Stadt zum Zentrum der neugegründeten Stadtgemeinde Snjatyn (Снятинська міська громада Snjatynska miska hromada). Zu dieser zählen auch noch die 26 in der untenstehenden Tabelle aufgelisteten Dörfer, bis dahin bildete sie die gleichnamige Stadtratsgemeinde Snjatyn (Снятинська міська рада/Snjatynska miska rada) im Osten des Rajons Snjatyn.
Am 17. Juli 2020 wurde der Ort Teil des Rajons Kolomyja.
Folgende Orte sind neben dem Hauptort Snjatyn Teil der Gemeinde:
| Name                      | Name            | Name                                      | Name          | Name |
| ukrainisch transkribiert  | ukrainisch      | russisch                                  | polnisch      |      |
| ------------------------- | --------------- | ----------------------------------------- | ------------- | ---- |
| Beleluja                  | Белелуя         | Белелуя                                   | Bełełuja      |      |
| Budyliw                   | Будилів         | Будилов (Budilow)                         | Budyłów       |      |
| Chutir-Wudyliw            | Хутір-Будилів   | Хутор-Будилов (Chutor-Budilow)            | -             |      |
| Dolischnje Salutschtschja | Долішнє Залуччя | Долишнее Залучье (Dolischneje Salutschje) | Dolne Załucze |      |
| Dschuriw                  | Джурів          | Джуров (Dschurow)                         | Dżurów        |      |
| Drahasymiw                | Драгасимів      | Драгасимов (Dragasimow)                   | Drahasymów    |      |
| Horischnje Salutschtschja | Горішнє Залуччя | Горишнее Залучье (Gorischneje Salutschje) | Załucze       |      |
| Knjasche                  | Княже           | Княже                                     | Kniaże        |      |
| Krasnostawzi              | Красноставці    | Красноставцы (Krasnostawzy)               | Krasnostawce  |      |
| Nowoselyzja               | Новоселиця      | Новоселица (Nowoseliza)                   | Nowosielica   |      |
| Orelez                    | Орелець         | Орелец                                    | Orelec        |      |
| Pidwyssoke                | Підвисоке       | Подвысокое (Podwyssokoje)                 | Podwysoka     |      |
| Popelnyky                 | Попельники      | Попельники (Popelniki)                    | Popielniki    |      |
| Potitschok                | Потічок         | Поточек (Pototschek)                      | Potoczek      |      |
| Prutiwka                  | Прутівка        | Прутовка (Prutowka)                       | Karłów        |      |
| Russiw                    | Русів           | Русов (Russow)                            | Rusów         |      |
| Sadubriwzi                | Задубрівці      | Задубровцы (Sadubrowzy)                   | Zadubrowce    |      |
| Sapruttja                 | Запруття        | Запрутье (Saprutje)                       | Saprucie      |      |
| Sawallja                  | Завалля         | Завалье (Sawalje)                         | Zawale        |      |
| Stezewa                   | Стецева         | Стецева                                   | Stecowa       |      |
| Steziwka                  | Стецівка        | Стецовка (Stezowka)                       | Rudolfsdorf   |      |
| Tulowa                    | Тулова          | Тулова                                    | Tuława        |      |
| Tutschapy                 | Тучапи          | Тучапы                                    | Tuczapy       |      |
| Ustja                     | Устя            | Устье (Ustje)                             | Uście         |      |
| Wowtschkiwzi              | Вовчківці       | Волчковцы (Woltschkowzy)                  | Wołczkowce    |      |
| Wydyniw                   | Видинів         | Видинов (Widinow)                         | Widynów       |      |

## Persönlichkeiten
- Oleh Didenko (* 1980), Jurist und Behördenleiter
- Wassyl Kasijan (1896–1976), ukrainisch-sowjetischer Grafiker und Kunstprofessor
- Roman Palester (1907–1989), polnischer Komponist
- Jakob Rosner (1890–1970), österreichischer Journalist und Marxist
- Melitta Sperling, geborene Wojnilower (1899–1973), österreichisch-US-amerikanische Ärztin und Psychoanalytikerin

## Architektur
Viele historische Bauwerke sind zerfallen. Das Schloss verfiel und verschwand endgültig nach dem Zweiten Weltkrieg. Der Friedhof erinnert noch an die alte armenische Siedlung. Die heutige Pfarrkirche, die 1857 eingeweiht wurde, hat Verwüstungen, welche unter sowjetischer Herrschaft stattfanden, überstanden. In der Innenstadt stehen noch ein paar historische Bürgerhäuser aus dem 18. Jahrhundert u. a. das ehemalige Rathaus. Auch die beeindruckende "Große Synagoge" im Osten der Stadt ist noch als Gebäude vorhanden, doch durch den Einzug einer Nähfabrik hat sie ihren architektonischen Charakter verloren.